# Gustaf Haqvinius
Gustaf Haqvinius, född den 18 augusti 1820 i Stockholm, död den 31 oktober 1882, var en svensk skådespelare och teaterchef.
Haqvinius var elev vid Kungliga teaterns elevskola, och därefter engagerad vid olika ambulerande sällskap. Åren 1870–1876 var han direktör för Mindre teatern i Stockholm, och 1876–1878 var han ekonomisk direktör vid Södra teatern.
Bland hans roller märks Fredrik den store i Felsheims husar, Sebastian i Efter 50 år, von Borthal i Rochus Pumpernickel, Schelander i Onkeln från Kalifornien, Thenardier i Samhällets olycksbarn, Krak i Herr Dardanell och Eberling i Syfröknarna.